# Batalla de la Colina 3234
La Batalla de la Colina 3234 fue una batalla defensiva luchada por el 345.º Regimiento Aerotransportado de Guardias Independientes, en Afganistán contra una fuerza de 200 a 250 muyahidines. A dos de los soldados caídos en combate, Viacheslav Aleksándrovich Aleksándrov y Andréi Aleksándrovich Mélnikov, se les concedió a título póstumo la Estrella de Oro de Héroe de la Unión Soviética. A todos los paracaidistas que participaron en esta batalla se les dio la Orden de la Bandera Roja y la Orden de la Estrella Roja.
La batalla fue dramatizada en la película de 2005 La novena compañía.

## Antecedentes
En noviembre de 1987, el 40.º ejército soviético bajo el general Borís Grómov comenzó la Operación Magistral para abrir el camino de Gardez a Jost, cerca de la frontera con Pakistán. Jost había sido cortada durante meses por los muyahidines dirigidos por Jalaluddin Haqqani, y tuvo que ser reabastecido por el aire. Las negociaciones se llevaron a cabo con la tribu local Jadran, así como con Haqqani. Estas conversaciones no tuvieron éxito, sobre todo debido a la resolución inquebrantable de Haqqani que querían controlar la ciudad como el centro de su estado afgano independiente y como base para futuras incursiones más profundas en el país. Antes de la operación, había también una campaña de propaganda generalizada, con una estación de radio especial establecido, pidiendo a las personas Jadran a dejar de apoyar a los muyahidines y salir de las zonas de combate.
Incluso durante las negociaciones, se formó un plan operativo y las fuerzas necesarias fueron puesto en alerta. Después de las conversaciones, finalmente colapsaron, la ofensiva se puso en marcha. En la operación participaron las divisiones 108.ª y 201.ª Motor Rifle y los siguientes paracaidistas: 103.ª división aerotransportada (Guardia Regimiento 345.ª) y la 56.ª Brigada. Ellos fueron apoyados por cinco divisiones de infantería y una división de tanques del gobierno afgano. La inteligencia y reconocimiento aéreo habían identificado una serie de importante fortificaciones rebeldes en la carretera entre Kabul y Jost. Entre las fortificaciones incluían un campo de minas con alrededor de 3 km de profundidad, 10 lanzacohetes BM-21, numerosos cañones antiaéreos y posiciones de ametralladora pesada DShK, cañones sin retroceso, morteros y RPG. Los integristas estaban bien preparados para la defensa e hicieron el paso principal y las colinas de los alrededores impenetrable. El mando soviético era consciente de que un ataque directo sería un suicidio y por lo tanto decidió engañar a los rebeldes para que revelen sus posiciones. El 28 de octubre de 1987, un aterrizaje falso se hizo en las zonas controladas por los muyahidines, lanzaron maniquíes disfrazados desde el aire. Gracias a esto, un avión de reconocimiento fue capaz de transmitir las coordenadas de las posiciones de los rebeldes a la Fuerza Aérea y después de varios ataques aéreos y una descarga de artillería de cuatro horas de duración, se inició la Operación Magistral.

## La batalla
Como la operación continuó, los comandantes soviéticos querían asegurar toda la sección de la carretera de Gardez a Jost. Uno de los puntos más importantes fue la colina sin nombre designado por su altura de 3234 metros, la cual fue asignada a la 9.ª compañía del 345.º Regimiento Aerotransportado de Guardias Independientes dirigido por el coronel Valery Vostrotin. La compañía aterrizó en la cima de la colina, el 7 de enero de 1988, con la tarea de crear y mantener un punto de observación en alto de dicha colina para observar y controlar un largo tramo de la carretera por debajo y asegurar así el desplazamiento seguro de los convoyes.
Poco después del aterrizaje, las fuerzas aerotransportadas, que estaban bien entrenados y con experiencia en condiciones afganas, comenzaron a tomar posiciones defensivas que incluían las carreteras y los pasajes cuesta arriba. Apenas terminaron de preparar las fortificaciones, los muyahidines comenzaron su ataque a las 15.30 horas. Primero dispararon con todas las armas posibles, incluyendo cañones sin retroceso y RPG. Después de unos salvas, la artillería soviética respondió y silenció algunos de los cañones de los muyahidines, con el comandante de la primera sección, el teniente Viktor Gagarin, dirigiendo el fuego a través de una radio. Cuando el fuego rebelde aflojó, estaba claro que este fue el comienzo de un asalto de infantería.

Los soldados aerotransportados fueron atacados por una fuerza coordinada y bien armada de entre 200 y 250 muyahidines. Los ataques fueron hechos a partir de dos direcciones, lo que indicaría que los atacantes pudieron haber sido asistido por los rebeldes entrenados en Pakistán. Durante la batalla, la unidad soviética estaba en constante comunicación con la sede y recibió todo el liderazgo del 40 Ejército podía ofrecer en términos de apoyo artillero, municiones, refuerzos y evacuación de los heridos en helicóptero.
El primer ataque fue el 7 de enero, a las 15:30, que fue seguido por once ataques hasta justo antes del amanecer del 8 de enero, cuando los muyahidines se retiraron después de sufrir graves bajas y dejaron la colina 3234 en manos de los paracaidistas soviéticos. Los soviéticos, agotados y heridos en su mayoría, estaban casi sin municiones pero continuaron ocupando la colina hasta que el último convoy pasó a través de la carretera a sus pies.

## En la cultura popular
La batalla de la Colina 3234 ha aparecido en varias obras a lo largo del tiempo.
- En 2005, se estrenó una película llama La novena compañía, que relata la historia de estos soldados.
- En 2008, se estrenó un videojuego llamado The Truth About 9th Company , del género documental, desarrollado por Kranx Productions.
- La banda de power metal sueco Sabaton, tiene una canción titulada Hill 3234 que cuenta la historia de esta batalla.